# Ceanothus foliosus
Ceanothus foliosus là một loài thực vật có hoa trong họ Táo. Loài này được Parry mô tả khoa học đầu tiên năm 1889.

## Hình ảnh

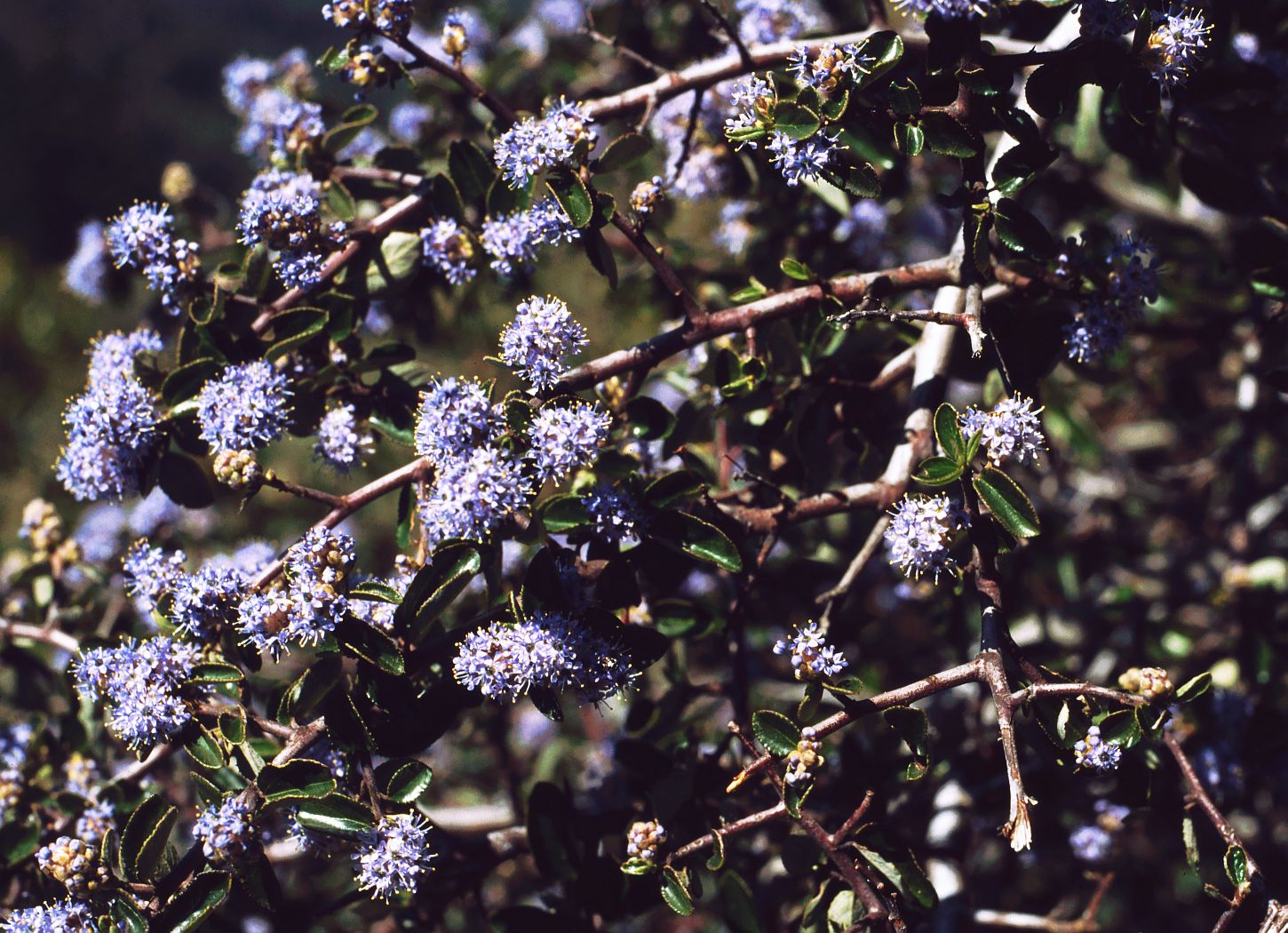
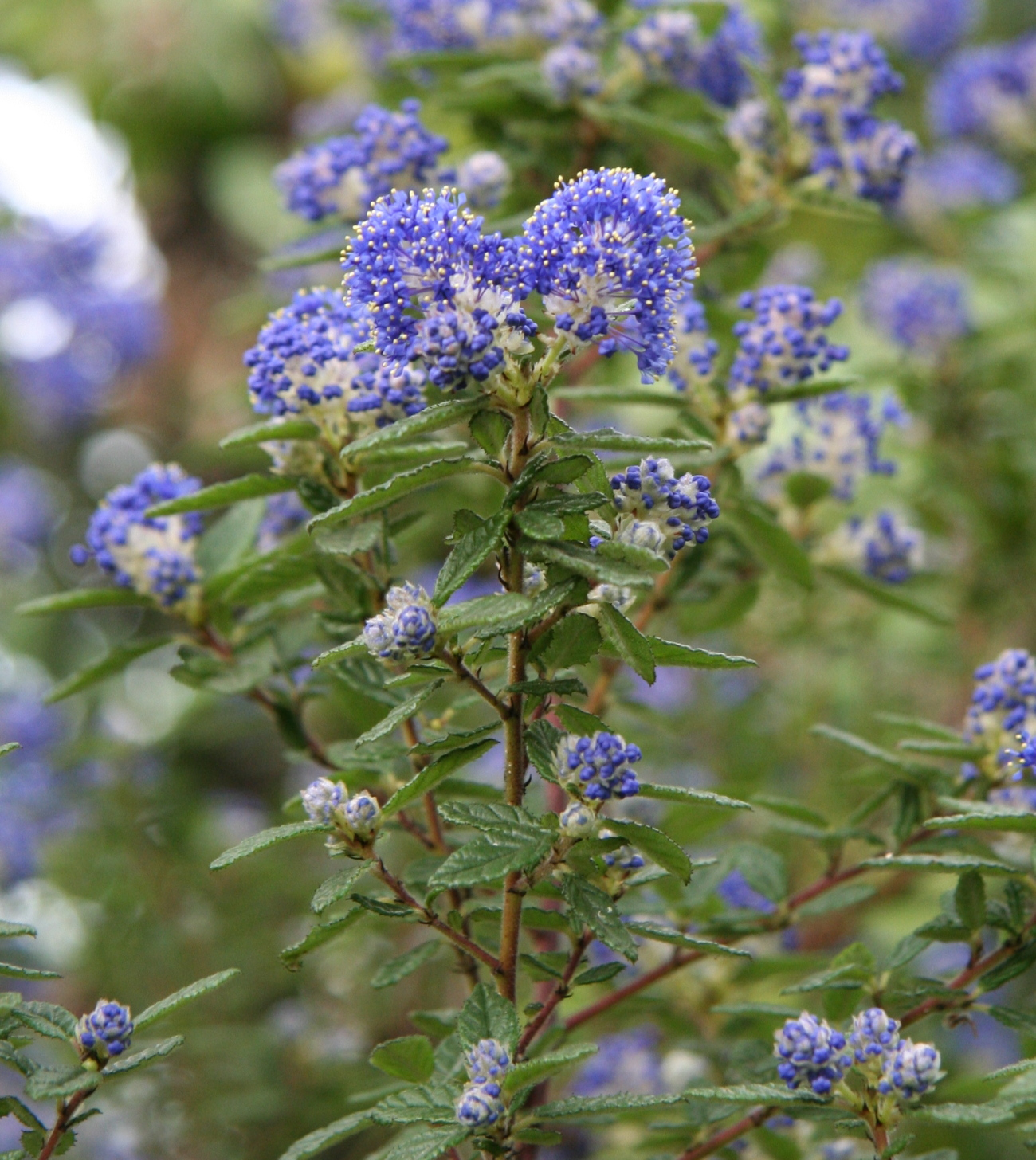
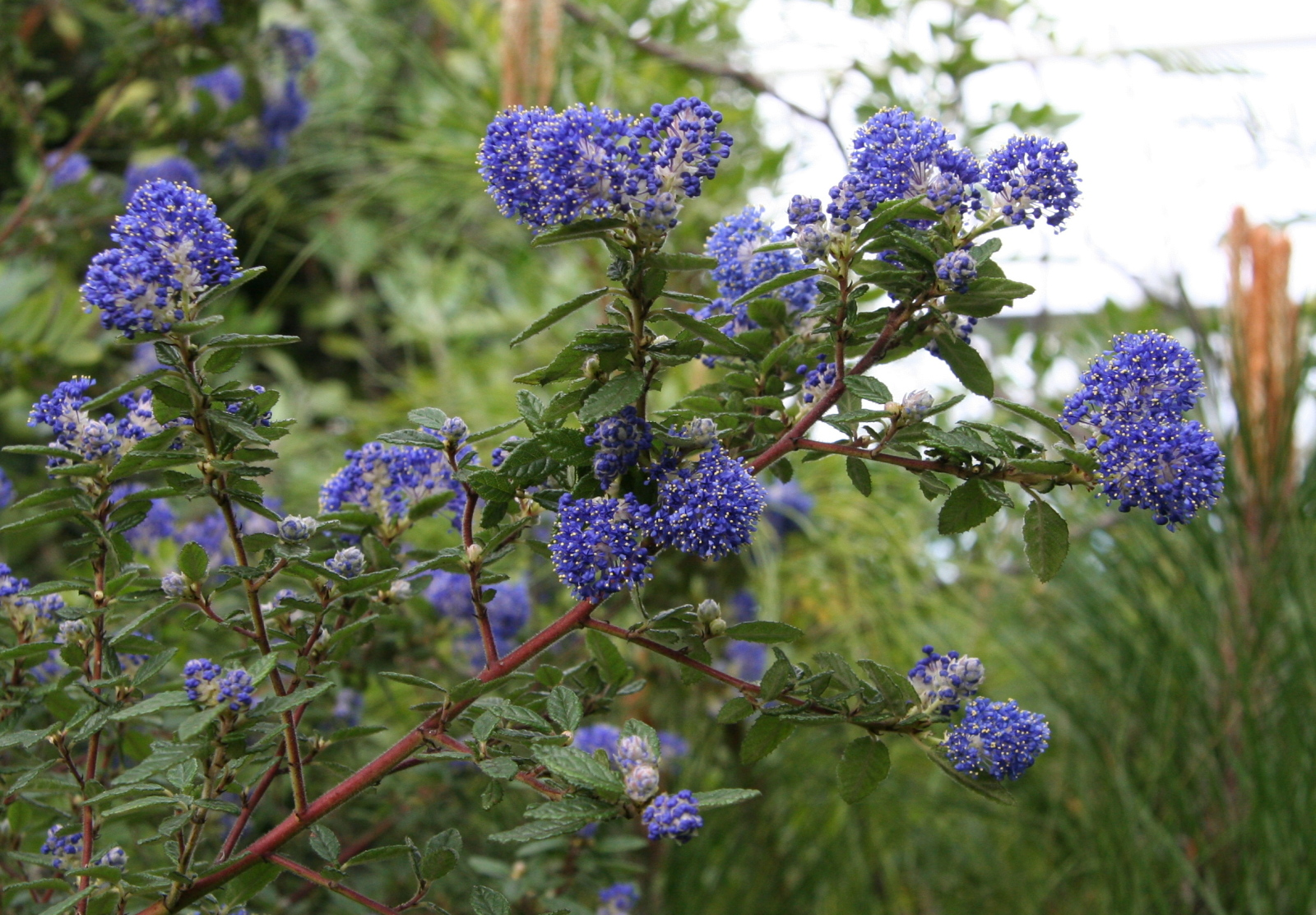